# Rajmund Badó
Rajmund Badó także Badovecz (ur. 15 sierpnia 1902 w Budapeszcie, zm. 26 grudnia 1997 w Nowym Jorku) – węgierski zapaśnik, brązowy medalista olimpijski z Paryża.
Walczył w stylu klasycznym. Brał udział w dwóch igrzyskach olimpijskich (IO 24, IO 28), medal w 1924 zdobył w wadze ciężkiej (powyżej 82,5 kg). Zdobył złoto mistrzostw Europy w 1927 i srebro w 1925.